# Santiago Festival Internacional de Cine
El Santiago Festival Internacional de Cine, conocido también por su acrónimo SANFIC, es un festival de cine que se celebra anualmente durante el mes de agosto en Santiago, la capital de Chile. Inició sus actividades en 2005 y, desde entonces, se ha consolidado dentro de los festivales de cine más importantes de Chile y Sudamérica, junto con el Festival Internacional de Cine de Valdivia y el Festival Internacional de Cine de Viña del Mar.

## Historia
Santiago Festival Internacional de Cine, es una plataforma cinematográfica, cultural, artística, industrial y educativa producida por Storyboard Media y organizada por Fundación CorpArtes. A través de sus 18 versiones, SANFIC -creado en 2005-, ha buscado ofrecer lo mejor del cine nacional e internacional a todos los chilenos. Considerado como uno de los certámenes de cine más importantes de Latinoamérica, SANFIC responde al objetivo de promover y difundir las producciones audiovisuales nacionales e internacionales y poder generar mayor acceso en Chile de películas de calidad.[cita requerida]
Desde su creación, SANFIC ha exhibido más de 1.900 películas de todo el mundo y ha congregado a más de 540.000 espectadores. Con el fin de impulsar significativamente al cine nacional, este certamen ha estrenado más de 340 películas locales. Además, ha premiado a primeras producciones de realizadores nacionales como Alicia Scherson, José Luis Torres Leiva, Pablo Larraín, Sebastián Silva, Dominga Sotomayor, Alejandro Fernández Almendras, Sebastián Lelio, Alberto Fuguet, Maite Alberdi, Marialy Rivas, Gabriel Osorio, Christopher Murray, Fernando Guzzoni, entre otros, que luego han obtenido logros en relevantes festivales como Sundance, Cannes, Berlín, Guadalajara y Miami, y posteriormente nominaciones a importantes premios como los Oscar, Globos de Oro e Independent Spirit Awards, por mencionar algunos.
Por otra parte, SANFIC ha contado a lo largo de sus versiones con la presencia de invitados internacionales de más de 30 países de los cinco continentes, entre los que destacan los actores Maribel Verdú, Gael García Bernal, Wagner Moura, Matt Dillon, Willem Dafoe, Ricardo Darín, Diego Luna, Dominique Sanda, Angie Cepeda, Francesca Neri, Catalina Sandino, Michael Madsen y Danny Glover; y los directores Abel Ferrara, Laurent Cantet, Isabel Coixet, Claire Denis, José Luis Guerín, Wolfgang Becker, Pablo Trapero, Amos Gitai, Santiago Segura y Paul Schrader.
En 2017 el festival añadió una nueva sección a su programación: SANFIC Educa, a través de la cual Fundación CorpArtes ha querido plasmar su objetivo de poder llevar lo mejor de las artes a todas las personas, habituando a niños, niñas y jóvenes a ver producciones de calidad y entregando herramientas para que, junto a sus familias, puedan reflexionar en torno a nuevas temáticas, desarrollar el pensamiento crítico y habilidades como crear, imaginar y comunicar. Esta sección, presenta de forma gratuita, en cada una de sus ediciones, diversas películas de todo el mundo, dirigidas al público infantil, juvenil y familiar.
En 2017 el festival añadió una nueva sección a su programación: SANFIC Educa, a través de la cual Fundación CorpArtes ha querido plasmar su objetivo de poder llevar lo mejor de las artes a todas las personas, habituando a niños, niñas y jóvenes a ver producciones de calidad y entregando herramientas para que, junto a sus familias, puedan reflexionar en torno a nuevas temáticas, desarrollar el pensamiento crítico y habilidades como crear, imaginar y comunicar. Esta sección, presenta de forma gratuita, en cada una de sus ediciones, diversas películas de todo el mundo, dirigidas al público infantil, juvenil y familiar.
En el año 2020, el festival se realizó de manera digital, debido a la crisis sanitaria que se vivió en el mundo debido al avance del Covid-19.

## Competencias oficiales
El festival considera una selección oficial para cada una de sus tres principales categorías, en la que un jurado especializado determina a los ganadores. Estas categorías son Competencia Internacional, Competencia de Cine Chileno y Competencia Talento Nacional (cortometrajes chilenos).

### Ganadores Mejor Película Competencia Internacional
| Año  | Edición | Película                   | Dirección              | País           |
| ---- | ------- | -------------------------- | ---------------------- | -------------- |
| 2005 | 1.ª     | Los muertos                | Lisandro Alonso        | Argentina      |
| 2006 | 2.ª     | En el hoyo                 | Juan Carlos Rulfo      | México         |
| 2007 | 3.ª     | Red Road                   | Andrea Arnold          | Inglaterra     |
| 2008 | 4.ª     | Tony Manero                | Pablo Larraín          | Chile          |
| 2009 | 5.ª     | The Exploding Girl         | Bradley Rust Gray      | Estados Unidos |
| 2010 | 6.ª     | Alamar                     | Pedro González-Rubio   | México         |
| 2011 | 7.ª     | La canción en mí           | Florian Cossen         | Alemania       |
| 2012 | 8.ª     | Los salvajes               | Alejandro Fadel        | Argentina      |
| 2013 | 9.ª     | Shell                      | Scott Graham           | Escocia        |
| 2014 | 10.ª    | Aurora                     | Rodrigo Sepúlveda      | Chile          |
| 2015 | 11.ª    | The Wolfpack               | Crystal Moselle        | Estados Unidos |
| 2016 | 12.ª    | El abrazo de la serpiente  | Ciro Guerra            | Colombia       |
| 2017 | 13.ª    | La familia                 | Gustavo Rondón Córdova | Venezuela      |
| 2018 | 14.ª    | El motoarrebatador         | Agustín Toscano        | Argentina      |
| 2019 | 15.ª    | Amanda                     | Mikhaël Hers           | Francia        |
| 2020 | 16.ª    | Sanctorum                  | Joshua Gil             | México         |
| 2021 | 17.ª    | As I Want                  | Samaher Alqadi         | Egipto         |
| 2022 | 18.ª    | Klondike                   | Maryna Er Gorbach      | Ucrania        |
| 2023 | 19.ª    | Valeria is getting Married | Michal Vinik           | Israel         |
| 2024 | 20.ª    | Estado de silencio         | Santiago Maza          | México         |

### Ganadores Mejor Película Competencia de Cine Chileno
| Año  | Edición | Película                                                             | Dirección                                 | País  |
| ---- | ------- | -------------------------------------------------------------------- | ----------------------------------------- | ----- |
| 2009 | 5.ª     | Paseo                                                                | Sergio Castro San Martín                  | Chile |
| 2010 | 6.ª     | Manuel de Ribera                                                     | Christopher Murray García y Pablo Carrera | Chile |
| 2011 | 7.ª     | Ulises                                                               | Óscar Godoy                               | Chile |
| 2012 | 8.ª     | Cuentos Sobre el Futuro                                              | Pachi Bustos                              | Chile |
| 2013 | 9.ª     | Las analfabetas                                                      | Moisés Sepúlveda                          | Chile |
| 2014 | 10.ª    | La once                                                              | Maite Alberdi                             | Chile |
| 2015 | 11.ª    | Surire                                                               | Bettina Perut e Iván Osnovikoff           | Chile |
| 2016 | 12.ª    | El fumigador                                                         | Francisco Hevia y Vinko Tomicic           | Chile |
| 2017 | 13.ª    | Sapo                                                                 | Juan Pablo Ternicier                      | Chile |
| 2018 | 14.ª    | Flow                                                                 | Nicolás Molina                            | Chile |
| 2019 | 15.ª    | Lemebel                                                              | Joanna Repossi                            | Chile |
| 2020 | 16.ª    | Las mujeres de mi casa                                               | Valentina Reyes                           | Chile |
| 2021 | 17.ª    | Karnawal                                                             | Juan Pablo Félix                          | Chile |
| 2022 | 18.ª    | Villa Olímpica                                                       | Sebastián Kohan                           | Chile |
| 2023 | 19.ª    | Las Hijas                                                            | Kattia G. Zúñiga                          | Chile |
| 2024 | 19.ª    | La fabulosa máquina de cosechar oro y Aullido de invierno (ex aequo) | Alfredo Pourailly y Matías Rojas Valencia | Chile |

### Ganadores Mejor Cortometraje Competencia Talento Nacional
| Año  | Edición | Película                       | Dirección                                   | País  |
| ---- | ------- | ------------------------------ | ------------------------------------------- | ----- |
| 2010 | 6.ª     | Escárate                       | Leticia Akel                                | Chile |
| 2011 | 7.ª     | El Elefante Blanco             | Felipe Egaña Kaulen                         | Chile |
| 2012 | 8.ª     | La Visita del Cangrejo         | Pelayo Lira                                 | Chile |
| 2013 | 9.ª     | Anqas                          | Sebastián Ayala Alveal                      | Chile |
| 2014 | 10.ª    | Historia de un oso             | Gabriel Osorio                              | Chile |
| 2015 | 11.ª    | Verano 98                      | Valentina Azúa                              | Chile |
| 2016 | 12.ª    | Santiago                       | Yerko Fuentes                               | Chile |
| 2017 | 13.ª    | Hombre eléctrico               | Álvaro Muñoz                                | Chile |
| 2018 | 14.ª    | Vivero                         | Marcela Gueny                               | Chile |
| 2019 | 15.ª    | Extrañas criaturas             | Cristóbal León                              | Chile |
| 2020 | 16.ª    | Casimira                       | Carolina Fuentealba                         | Chile |
| 2021 | 17.ª    | MTI                            | Mauricio Corco                              | Chile |
| 2022 | 18.ª    | Estrellas del desierto         | Katherina Harder                            | Chile |
| 2023 | 19.ª    | Pulcra                         | Blanca Rojas                                | Chile |
| 2024 | 20.ª    | Familia y María Mar (ex aequo) | Picho García y Gabriela Peña; Rocío Huerta. | Chile |

## SANFIC Industria
El año 2011 nace SANFIC Industria espacio de fomento y formación para guionistas, directores y productores a nivel iberoamericano, que permite el contacto e intercambio entre los diversos agentes de la industria audiovisual invitada tales como distribuidores, agentes de ventas, programadores de festivales nacionales e internacionales, representantes de fondos, canales de televisión, decision makers, productores, prensa especializada, entre otros.
- Work in progress Iberoamericano: En esta instancia, que se realiza desde el año 2011, se seleccionan largometrajes en estado de primer corte, tanto ficciones como documentales, los cuales son visualizados por un jurado compuesto por tres profesionales internacionales del área audiovisual.  Los ganadores reciben importantes premios para apoyar las respectivas etapas de postproducción y difusión de sus proyectos.
- Santiago LAB: Se seleccionan cerca de 35 proyectos latinoamericanos en proceso de desarrollo, de ficción o documental. Los directores y productores reciben asesorías especiales para presentar en un pitching ante un jurado de expertos internacionales. Los ganadores reciben premios para continuar el desarrollo de su proyecto a nivel nacional e internacional.
- Series LAB: Laboratorio de series de ficción en etapa de desarrollo para proyectos latinoamericanos comenzando con asesorías y finalizando con una presentación/pitch ante destacados players de la industria audiovisual de la región y del mundo.
- SANFIC-Mórbido LAB: Es un laboratorio enfocado en proyectos de cine de terror y fantástico latinoamericano, producido en conjunto con Morbido Film Fest. Este espacio elige seis proyectos interesados en conseguir socios de coproducción y patrocinadores financieros. Las películas reciben asesorías de expertos de la industria de cine terror/fantástico.
- SANFIC XR: Es la sección de nuevas realidades donde el público disfruta de manera gratuita diferentes exponentes de realidad virtual nacionales, además de una curatoría de obras inmersivas latinoamericanas.
- SANFIC NET - Mesas de negocios: Espacio de mesas de negocios que se propone ampliar las posibilidades de generar acuerdos con mercados internacionales. Los participantes sostiene reuniones uno a uno para presentar sus proyectos a diversos agentes internacionales. Dirigido a largometrajes de ficción y documental, terminados o en estados de primer corte, chilenos o latinoamericanos.